# Alexander Mackenzie (politicus)
Alexander Mackenzie (Logierait (Schotland), 28 januari 1822 - Toronto, 17 april 1892) was een Canadees politicus. Hij was de tweede minister-president van Canada, van 1873 tot 1878.
Geboren in Schotland, maar in 1842 vestigde Mackenzie zich in Canada waar hij werk vond als metselaar. Zijn interesse in de politiek begon al in Schotland en eenmaal in Canada ging hij ook schrijven voor het partijblad Lambton Shield van de Reform Party, de voorloper van de Liberale Partij van Canada.
In 1867, nadat de Dominion of Canada was gevormd, werd Mackenzie gekozen in het Canadees Lagerhuis. Hij werd gekozen tot leider van de Liberalen in het parlement en in 1873, nadat de Liberaal-conservatieve regering van John. A. Macdonald ten val was gekomen, werd hij benoemd tot minister-president. Het daaropvolgende jaar wonnen zijn liberalen de algemene verkiezingen.
Tijdens Mackenzie's regeerperiode werden de parlementsgebouwen in Ottawa voltooid. Het hoofdgerechtshof van Canada (Supreme Court of Canada) werd opgericht en tevens werden er electorale hervormingen doorgevoerd.
Halverwege de jaren 1870 volgde er een economische recessie en Mackenzie kreeg de blaam voor deze terugslag. Bij de algemene verkiezingen van 1878 verloor hij en werd hij opgevolgd als minister-president door zijn voorganger, John Macdonald, die zijn tweede ambstermijn inging. Mackenzie bleef nog enige tijd leider van de oppositie en bleef lid van het parlement tot aan zijn dood in 1892.
Hoewel het in de beginperiode van de confederatie gebruikelijk was dat een oud-minister-president geridderd werd, sloeg Mackenzie tot driemaal toe een aanbod hiervoor af. Mackenzie werd begraven in Sarnia, Ontario.